# SummerSlam (2004)
SummerSlam (2004) — щорічне pay-per-view шоу «SummerSlam», що проводиться федерацією реслінгу WWE. Шоу відбулося 15 серпня 2004 року в Ейр-Канада-центр у м.Торонто, Онтаріо, Канада. Це було 17 шоу в історії «SummerSlam». Вісім матчів відбулися під час шоу та ще один перед показом.